# Ернест Бур
Ернест Бур (фр. Ernest Bour; 20 квітня 1913, Тьйонвіль — 20 червня 2001, Страсбург) — французький диригент, який спеціалізувався питомо на музиці XX століття.

## Біографія
Народився в сім'ї органіста, диригента-любителя. Вивчав паралельно Антикознавство в Страсбурзькому університеті, а також фортеп'яно, орган і теорію музики в Страсбурзькій консерваторії. Там же зайнявся вивченням мистецтва диригування під керівництвом Фріца Мюнха. У 1933—1934 роках удосконалював майстерність у Германа Шерхена. Дебютував як хормейстер на Женевському і Страсбурзькому радіо. Після року викладання фортеп'яно в консерваторії був призначений на пост диригента Мюлузького оркестру 1941 року, а 1945 року очолив Страсбурзьку консерваторію. Регулярно брав участь як запрошений диригент в концертах на Паризькому радіо, а також на фестивалях в Страсбурзі і Екс-ан-Провансі; з гастролями відвідав більшу частину країн Західної Європи. 1950 року повернувся в Страсбург, де очолив місцевий Філармонійний оркестр, а 1955 року — Страсбурзьку оперу, разом з Фріцем Адамом. З 1964 по 1979 був головним диригентом Симфонічного оркестру Південно-західного радіо в Баден-Бадені, а в 1976—1987 рр. — постійним запрошеним диригентом Камерного оркестру Нідерландського радіо.
Протягом усієї своєї діяльності проявляв активний інтерес до сучасної музики. Вже 1934 року спільно з композитором Фріцем Адамом ним був організований цикл камерних концертів сучасної музики в Страсбурзі. Надалі під його керуванням пройшли французькі прем'єри ряду ключових творів XX сторіччя, включаючи опери «Замок герцога Синя борода» Бартока, «Кар'єра марнотрата» Стравінського, симфонію «Художник Матіс» Гіндеміта, а також безліч європейських (наприклад, «Симфонія» Беріо) і світових прем'єр, в тому числі твори Лігеті, Гурецького (Симфонія № 3), Буссотті, Фернехоу, Райман, Ксенакіса, Штокгаузена.
Своїм диригентським успіхом в царині сучасної музики Бур завдячував властивим йому педантичною точністю і здатністю прозоро бачити структурну організацію робіт, що дозволяло з честю справлятися з найскладнішими партитурами засобами досить аскетичної жестикуляції.
У числі найбільш значних записів, залишених Буром, що стали еталонними «Дитя і чари» Равеля, хорові та оркестрові роботи Лігеті («Атмосфери» Лігеті, найвідоміша запис Бура, звучать на звуковій доріжці до фільму Кубрика «Космічна одіссея 2001 року»), опера «Улісс» Даллапіккола.